# 슬로바키아 국립미술관
슬로바키아 국립미술관(슬로바키아어: Slovenská národná galéria, SNG)은 슬로바키아 브라티슬라바에 소재한 국립 미술관이다.